# Gabrielle Douglas
Gabrielle Douglas, detta Gabby (Virginia Beach, 31 dicembre 1995), è un'ex ginnasta statunitense, campionessa olimpica nel 2012 e vicecampionessa del mondo nel 2015.
È stata membro delle Fierce Five, la squadra americana vincitrice della medaglia d'oro alle Olimpiadi di Londra 2012 e delle Final Five, la squadra americana vincitrice della medaglia d'oro alle Olimpiadi di Rio de Janeiro 2016. È anche stata membro della squadra statunitense vincitrice della medaglia d'oro ai Campionati Mondiali di Tokyo 2011 e di Glasgow 2015. 
Era soprannominata "Lo scoiattolo volante" per l'ampiezza dei suoi elementi alti alle parallele.

## Biografia
Nel 2010 si è trasferita dalla Virginia a West Des Moines, Iowa, per vivere con una famiglia che ospitandola le ha permesso di allenarsi con Liang Chow. Nel 2013, si è trasferita in California per vivere con la sua famiglia, ed è poi tornata ad allenarsi da Chow nell'aprile 2014. In seguito, nello stesso anno, ha deciso di trasferirsi nuovamente per allenarsi alla Buckeye Gymnastics in Ohio.

## Carriera junior
Gabrielle debutta sul piano nazionale durante il Nastia Liukin SuperGirl Cup, un incontro svoltosi a Worcester in cui partecipano ginnaste di livello 10 e in cui arriva quarta nel concorso generale individuale. Il suo primo incontro da élite sono i CoverGirl Classic di Chicago dove, nella categoria juniores, si classifica al terzo posto alla trave, al sesto al volteggio e al nono nel concorso individuale.
Ai Campionati Nazionali Juniores, Gabby vince la medaglia d'argento alla trave, arriva quarta nel concorso generale e al volteggio e finisce ottava alla pari con un'altra ginnasta al corpo libero. Nella sua ultima competizione da Juniores, i Giochi panamericani di Guadalajara, vince l'oro alle parallele asimmetriche e nel concorso a squadre. Inoltre, arriva quinta nel concorso individuale.

## Carriera senior

### 2011: Mondiali di Tokyo
Esordisce come ginnasta seniores al Trofeo Città di Jesolo durante il mese di marzo. Qui vince la medaglia d'oro insieme alla squadra americana, arriva seconda al corpo libero e terza alla trave, alla pari con la connazionale Sabrina Vega. Inoltre, arriva quarta nella classifica individuale e al volteggio.
Ai CoverGirl Classic di Chicago vince la medaglia d'argento alle parallele asimmetriche, mentre, ai campionati nazionali statunitensi, i Visa Championships, vince la medaglia di bronzo alle parallele alla pari con Anna Li. Inoltre, si posiziona al settimo posto nel concorso individuale a causa di diverse cadute alla trave.
Dopo due Campi di Selezione presso il Karolyi Ranch a New Waverly, Gabby viene selezionata per partecipare ai Campionati Mondiali di Tokyo. Qui, durante la competizione preliminare, compete in tutti e quattro gli attrezzi con dei buoni esercizi e si qualifica al quinto posto nella classifica generale con 57.657 punti. È impossibilitata a partecipare alla finale dell'evento generale a causa della regola "due atlete per ogni nazione, lasciando il posto ad Alexandra Raisman (qualificatasi al quarto posto) e a Jordyn Wieber (qualificatasi al secondo posto). Inoltre si qualifica al sesto posto per la finale alle parallele asimmetriche con un punteggio di 14.866. Gli Stati Uniti concludono le qualificazioni al primo posto con 234.253 punti.
Durante l'evento finale, Gabrielle contribuisce ad aiutare la nazionale statunitense grazie alle sue parallele asimmetriche dal valore di 14.733 punti. Gli Stati Uniti vincono la competizione con 179.411 punti davanti a Russia (174.329 punti) e Cina (172.820 punti). Durante la finale alle parallele asimmetriche, a causa di un errore durante la sua routine, arriva al quinto posto.

### 2012: pre-Olimpiadi
Il 3 di marzo, la Douglas si esibisce fuori gara all'American Cup. Presenta l'Amanar al volteggio e una serie di elementi nuovi alle parallele. I suoi punteggi non vengono considerati. Tuttavia, realizza il punteggio più alto della competizione, e avrebbe vinto il titolo se non fosse stata una riserva. Compete poi con la squadra americana ai Pacific Rim Championships. La squadra vince l'oro, e la Douglas vince l'oro alle parallele. Tuttavia, si fa male alla caviglia al volteggio e deve rinunciare ad esibirsi al corpo libero nella finale a squadre. Nel mese di maggio compete ai Secret US Classic. Avrebbe dovuto gareggiare su tutti e quattro gli attrezzi, ma durante la prova podio realizza dei brutti salti al volteggio, e decide di non esibirsi su quell'attrezzo. Si classifica prima alle parallele, settima alla trave e terza pari merito con Sabrina Vega al corpo libero.
Dall'8 al 10 giugno partecipa ai Visa Championships. Durante la prima giornata, competendo in tutti e quattro gli attrezzi, si classifica al primo posto con 60.650 punti, alla pari con Jordyn Wieber. Inoltre, si qualifica seconda alle parallele asimmetriche, terza al corpo libero, quinta al volteggio e sesta alla trave. Durante la giornata finale, una caduta alla trave le costa il titolo nazionale: vince la medaglia d'argento con 121.700 punti, a soli due decimi dalla Wieber. Vince il titolo alle parallele asimmetriche e arriva terza al corpo libero.
Il 29 e 30 giugno partecipa ai Trials Olimpici, l'ultima tappa per selezionare le ginnaste che parteciperanno alle Olimpiadi di Londra. Nella prima giornata di gara, con delle buonissime esecuzioni, arriva seconda nel concorso individuale (61.400): ottiene il secondo punteggio più alto al corpo libero (15.450 punti), il terzo punteggio più alto al volteggio (15.800 punti), il quinto punteggio più alto alle parallele asimmetriche (15.250 punti) e alla trave (14.900 punti) ed arriva dietro Jordyn Wieber di tre decimi (61.700). Nella seconda giornata, con degli altissimi punteggi a volteggio (16.000), parallele (15.900) e corpo libero (15.300), batte la Wieber di un decimo (o di quattro decimi, se si uniscono le due giornate di gara). Entra così di diritto a far parte della squadra americana che gareggerà alle Olimpiadi di Londra.

#### 2012: Olimpiadi di Londra
Il 29 luglio, con la giornata di qualificazione femminile, inizia la sua avventura olimpica. Compete in tutti e quattro gli attrezzi e contribuisce a far qualificare la squadra statunitense al primo posto, con un complessivo di 181.863, staccando la Russia seconda classificata di un punto circa (180.429). Individualmente svolge dei buonissimi esercizi al volteggio (15.900), alle parallele asimmetriche (15.333) e alla trave 15.266 dove si qualifica per la finale rispettivamente al sesto e terzo posto. Un'uscita di pedana non le permette di andare oltre ad un 13.766 al corpo libero. Col punteggio complessivo di 60.265 riesce a qualificarsi al terzo posto nella finale all-around.
Il 31 luglio compete in tutti e quattro gli attrezzi per la finale a squadre. Con degli altissimi punteggi, 15.966 al volteggio, 15.200 alle parallele, 15.233 alla trave e 15.066 al corpo libero, vince l'oro insieme alla squadra statunitense, che stacca di ben cinque punti la Russia (178.530) e di sette punti la Romania (176.414). Questo è il secondo oro vinto dagli Stati Uniti in un concorso a squadre olimpico (il primo fu quello di Atlanta 1996, vinto dalle "Magnifiche Sette").

Il 2 agosto, con delle ottime prestazioni al volteggio (15.966), parallele (15.733), trave (15.500) e corpo libero (15.033) vince la medaglia d'oro nel concorso generale individuale, battendo di circa tre decimi la russa Viktorija Komova e di due punti circa Alija Mustafina (59.566). Gabby diventa la prima statunitense ad aver vinto un oro in entrambi in concorsi (a squadre e individuale) e la prima afroamericana ad aver vinto l'oro nell'individuale. Inoltre, è il terzo oro consecutivo vinto dagli Stati Uniti d'America, dopo quello di Carly Patterson (Atene 2004) e Nastia Liukin (Pechino 2008). Se si conta l'oro vinto da Mary Lou Retton durante i Giochi Olimpici di Los Angeles boicottati dalla Russia, quello di Gabby è il quarto oro vinto dagli Stati Uniti.

### 2014: il ritorno nella squadra nazionale
Nel mese di aprile, torna in Iowa per allenarsi con Chow. Nel mese di giugno, partecipa al primo allenamento collegiale della nazionale dopo due anni. I suoi progressi sono evidenziati dalla coordinatrice della squadra, Marta Karolyi. Nel mese di luglio, la Douglas decide di lasciare di nuovo Chow, e si trasferisce in Ohio per allenarsi alla Buckeye Gymnastics. Dopo un altro allenamento collegiale nel mese di novembre, viene aggiunta di nuovo alla squadra nazionale.

### 2015: Trofeo Città di Jesolo, Campionati Nazionali, Campionati del Mondo di Glasgow
La Douglas torna a competere per la prima volta dopo le Olimpiadi al Trofeo Città di Jesolo. Svolge quattro esercizi puliti classificandosi quarta nel concorso individuale, e aiutando la squadra americana a vincere la medaglia d'oro. Nel mese di luglio, compete agli U.S.Classic, la sua prima competizione nazionale dopo gli Olympic Trials del 2012. Vince la medaglia d'argento nel concorso individuale, alle parallele e al corpo libero e il bronzo alla trave. Nel mese di agosto compete ai Nazionali. Si classifica quinta nel concorso individuale e quarta alle parallele.
Scelta per rappresentare gli Stati Uniti ai Campionati del mondo di Glasgow, si aggiudica due medaglie, ossia un oro nel concorso a squadre, grazie al quale la squadra americana si qualifica per le Olimpiadi di Rio, e un argento nel concorso individuale, dietro solo alla connazionale Simone Biles.

### 2016: American Cup, Jesolo e Olimpiadi di Rio
A marzo vince l'American Cup e partecipa al Trofeo di Jesolo, dove vince la finale individuale.
A giugno partecipa ai Campionati nazionali, terminando le due giornate di gara in quarta posizione.
Dopo gli Olympic Trials, il 10 luglio viene scelta per far parte della squadra statunitense alle Olimpiadi di Rio, insieme a Simone Biles, Madison Kocian, Lauren Hernandez e Aly Raisman.
Alle Olimpiadi gareggia su tutti e quattro gli attrezzi durante le qualifiche e termina la giornata al terzo posto dietro alle compagne di squadra Biles e Raisman ma, a causa del passaporto, non può accedere alla finale all around. Si qualifica tuttavia al terzo posto per la finale alle parallele.
Durante la finale a squadre gareggia alle parallele e contribuisce alla vittoria della squadra statunitense.
Durante la finale alle parallele commette un errore e termina la gara al settimo posto.

## Televisione e spettacolo
Nel settembre 2012 viene scelta dalla Nintendo per partecipare alla nuova campagna pubblicitaria di New Super Mario Bros. 2. Nello stesso mese, presso la Convention nazionale democratica, giura fedeltà alla bandiera degli Stati Uniti d'America e il giorno prima delle elezioni partecipa al comizio elettorale del presidente Barack Obama.
Il 6 settembre partecipa agli MTV Video Music Awards di Los Angeles. Insieme alle altre Fierce Five, introduce Alicia Keys che canta una versione remixata da Nicki Minaj di Girl on Fire. Il testo è stato modificato in "But I got 'em aggy, cause I win the gold like Gabby". Compare in un cameo nell'episodio My Brother's Keeper della serie televisiva The Vampire Diaries.
A dicembre pubblica la sua autobiografia, Grace, Gold and Glory: My Leap of Faith, in cui racconta la sua ascesa al successo nel mondo della ginnastica, le battaglie affrontate durante il cammino, la sua forte fede che le ha permesso di andare avanti. Il libro ha debuttato alla numero 4 del The New York Times Young Adult Bestseller List. Nello stesso mese diventa atleta dell'anno per l'APTN. È la quarta ginnasta ad aver vinto questo premio.
Nel giugno 2013 riceve due BET Awards, mentre in agosto vince il premio "sportiva femminile dell'anno" ai Teen Choice Awards. Sempre in quell'anno partecipa ad una puntata della serie Kickin' It - A colpi di karate interpretando se stessa.